# Reinhard Wilken
Reinhard Wilken (* 8. Februar 1935 in Leer-Loga) ist ein deutscher Politiker (CDU). Er war Abgeordneter im Landtag von Niedersachsen.
Wilken besuchte zunächst die Volksschule und dann das Gymnasium in Leer. Anschließend folgte eine Lehre und 1957 die Meisterprüfung im Maler- und Lackiererhandwerk. Danach war er Inhaber eines Malerbetriebes. Im Jahr 1975 trat er der CDU bei und war Vorsitzender des Bezirksverbandes Ostfriesland.
Wilken war Vorsitzender des Aufsichtsrates der Volksbank Leer und Mitglied des Aufsichtsrates Bauverein Leer e.G. Von 1968 bis 1981 war er Mitglied des Ortsrates Loga. Von 1973 bis 1991 gehörte er dem Rat der Stadt Leer an, wo er von 1981 bis 1991 CDU-Fraktionsvorsitzender war. In der zehnten Wahlperiode zog er 1982 in den Landtag von Niedersachsen ein, wurde bei der Landtagswahl 1986 aber nicht wieder gewählt. Ein Jahr später rückte er jedoch für den Abgeordneten Georg-Berndt Oschatz nach und gehörte dem Landtag noch bis zum Ende der 13. Wahlperiode 1998 an.